# Parc de la Liberté
Le parc de la Liberté  est un parc algérois situé entre le boulevard Krim Belkacem et la rue Didouche Mourad. Conçu en 1915 par Charles de Galland.  
Le Parc de la Liberté a été désigné en 2018 pour devenir Jardin mondial de la paix par World Peace Gardens.

## Histoire
L’ancien Parc de Galland a été inauguré en 1915 par Charles de Galland, maire d’Alger de 1910 à 1919 et proviseur du lycée de Ben Aknoun, qui fit don à la ville de ce magnifique terrain. Le parc vient tout juste d'être superbement restauré et il est donc encore plus beau depuis 2018. Ses jardins en terrasses entrecoupés d'escaliers, ses volières et son plan d'eau en faisaient alors l'un des lieux de promenades les plus appréciés des Algérois et l'un des plus élégants parcs de la ville.

## Description

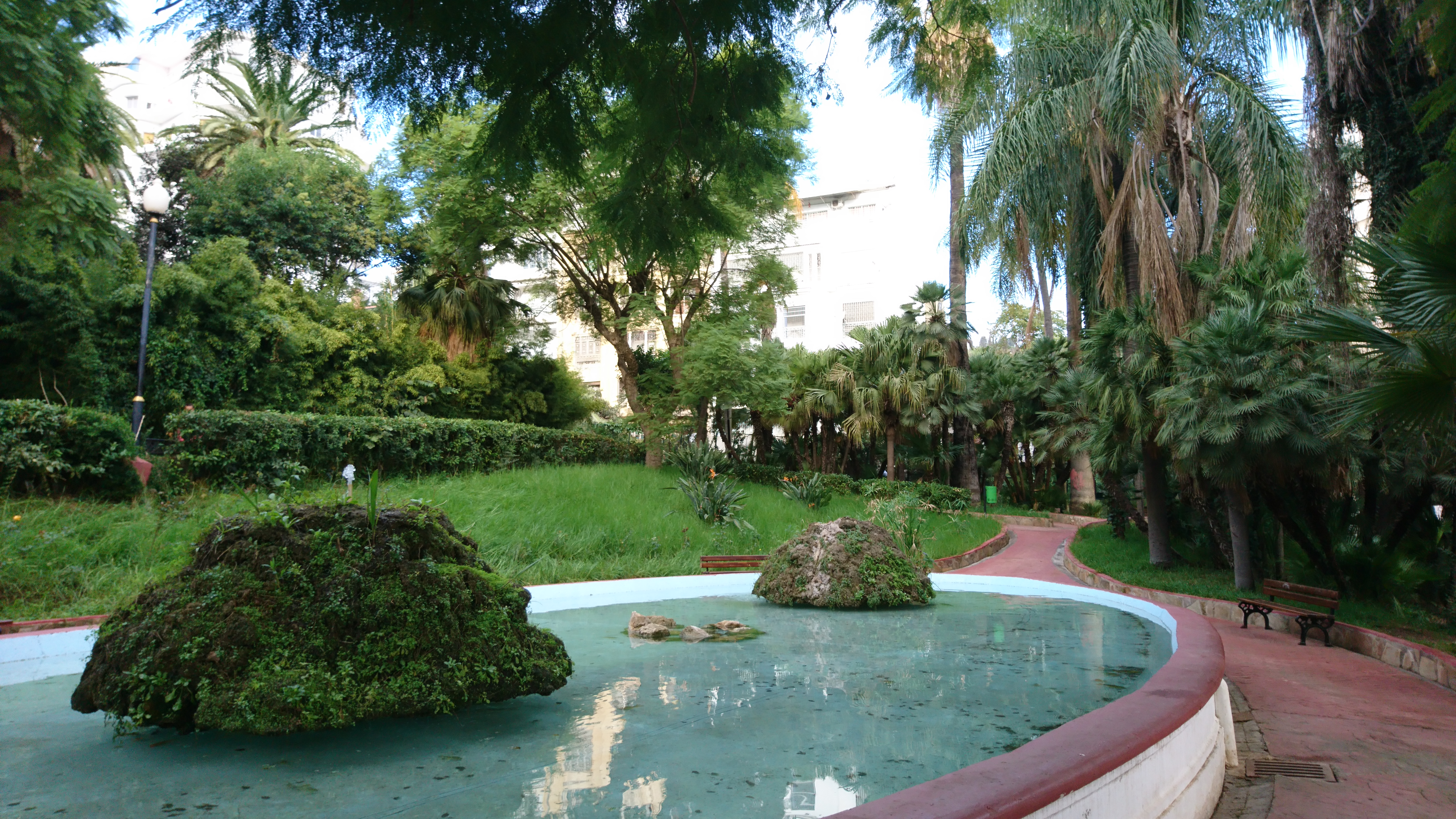
Le bassin du parc de la Liberté

## Accès
Le site est desservi à proximité par la ligne 1 du métro d'Alger à la station Khelifa Boukhalfa.
Il est desservi par les lignes de bus de l'ETUSA : 7, 90. 